# Ioannis Theofilakis
Ioannis Theofilakis (auch Theophilakis, griechisch Ιωάννης Θεοφιλάκης, * 1879 in Sparta; † 1968) war ein griechischer Sportschütze, der an sechs Olympischen Spielen teilnahm.

## Leben
Theofilakis, der in Sparta geboren wurden, war vor seinem olympischen Debüt 1896 ein erfolgreicher Rechtsanwalt in Athen. Er und sein Bruder Alexandros Theofilakis waren leidenschaftliche Jäger. Mit seinem Bruder nahm er auch an allen olympischen Schießwettbewerben im Pistolen- und Gewehrschießen bis 1924 teil. Während des Ersten Weltkrieges diente Theofilakis in der Armee Von 1936 bis 1940 lebte er aus politischen Gründen im Exil auf Folegandros, da Ioannis Metaxas regierte. Sein großer Reichtum ging nach dem Zweiten Weltkrieg und dem Griechischen Bürgerkrieg verloren, so dass er bis zum Ende seiner Karriere in einer kleinen Rechtsanwaltskanzlei arbeiteten musste. Er starb nach einem Jagdausflug und ist auf dem Metamórfosi-Friedhof begraben.
Er zwar zweimal verheiratet. Mit seiner ersten Frau Angeliki Travarsaro hatte er einen Sohn: Elias Theofilakis (1928–2008). Seine zweite Frau wurde Konstandina Rodopoulou. Mit ihr hatte er vier Töchter (Anastasia, Alexandra, Dionysia und Sofia).

## Olympische Spiele
Bei den Sommerspielen 1896 in Athen trat er im Wettbewerb mit freien Gewehren über 300 Meter an, hiervon ist kein Ergebnis überliefert, sicher ist nur, dass Theofilakis nicht unter die ersten fünf kam. Er trat ebenfalls zum Wettbewerb mit dem Militärgewehr über 200 Meter an, hierbei wurde er mit 30 von 40 möglichen Treffern und 1261 Punkten Neunter.
Bei den Zwischenspielen 1906, ebenfalls in Athen, trat er mit dem freien Gewehr über 300 Meter, dem 1873er-Militärgewehr und dem Militärgewehr über 300 Meter an. Im Wettbewerb des freien Gewehrs belegte er mit 29 von 30 möglichen Treffern und 156 Punkten den 28. Platz. Im 1873er-Militärgewehr-Schießen landete er mit nur 15 von 30 möglichen Treffern und 68 Punkten auf dem letzten, dem 31. Platz. Im Militärgewehrschießen über 300 Meter gab er zwischendurch auf.
Bei den Sommerspielen 1908 in London trat er in vier Wettbewerben an: Im Pistolenwettbewerb und im Mannschaftspistolenwettbewerb sowie im Mannschaftsgewehrschießen und im Militärgewehrschießen für Mannschaften. In seinem einzigen Einzelwettbewerb 1908 erreichte er mit 406 Punkten den 29. Platz. Im Pistolenschießen für Mannschaften erreichte er in einer Mannschaft mit Frangiskos Mavrommatis, seinem Bruder Alexandros Theofilakis und Georgios Orfanidis den 7. und damit letzten Platz, da sie nur 1576 Punkte erreichen konnten. Im Mannschaftsschießen mit dem freien Gewehr über 300 Meter lag seine Mannschaft mit Matthias Triantafyllidis, Alexandros Theofilakis, Georgios Orfanidis, Defkalion Rediadis und Frangiskos Mavrommatis mit 3789 Punkten ebenfalls auf dem letzten von 9 Plätzen. Theofilakis schoss dabei 712 Punkte. Außerdem trat Theofilakis 1908 zum Militärgewehrwettbewerb an. Hierbei erzielte die gleiche Mannschaft den 7. Platz – von acht – bei 1999 Punkten.
Bei den Olympischen Sommerspielen 1912 in Stockholm trat er in 12 der 18 Wettbewerbe an. Hier seine Ergebnisse:
| Wettbewerb                          | Platz | Punkte           | Bemerkung                                                                                   |
| ----------------------------------- | ----- | ---------------- | ------------------------------------------------------------------------------------------- |
| freie Pistole, 50 Meter             | 18    | 441              |                                                                                             |
| freie Pistole, 50 Meter, Team       | 5     | 1731             | im Team mit Mavrommatis, A. Theofilakis und Konstantinos Skarlatos Letzter Platz            |
| Schnellfeuerpistole 30 Meter        | 23    | 269 29 Treffer   |                                                                                             |
| Schnellfeuerpistole 30 Meter, Team  | 5     | 1057 115 Treffer | im Team mit Mavrommatis, Skarlatos, A. Theofilakis, Nikolaos Levidis und Anastasios Metaxas |
| Militärgewehr 300 Meter             | 75    | 63               |                                                                                             |
| Militärgewehr 200 Meter             | 34    | 79               |                                                                                             |
| Militärgewehr Team                  | 7     | 1445             | im Team mit Mavrommatis, A. Theofilakos, Levidis, Spyridon Mostras und Iakovos Theofilas    |
| Kleinkaliber 50 Meter               | 32    | 172              |                                                                                             |
| Kleinkaliber 50 Meter, Team         | 6     | 708              | im Team mit Mavrommatis, Theofilas und Levidis Letzter                                      |
| Kleinkaliber bewegliches Ziel       | 21    | 214 23 Treffer   |                                                                                             |
| Kleinkaliber bewegliches Ziel, Team | 4     | 716              | im Team mit Mavrommatis, Theofilas und Levidis Letzter                                      |
| Einzelschuss bewegliches Ziel       | 30    | 24               |                                                                                             |

Bei den Olympischen Sommerspielen 1920 in Antwerpen wurde er mit der Mannschaft im Schnellfeuerschießen Zweiter mit 1285 Punkten. Ebenso wurde er mit der Mannschaft im freien Gewehr Vierter (2240 Punkte), im geneigten Militärgewehrschießen über 300 Meter der Mannschaften Elfter (270 Punkte), über 600 Meter Siebter mit 270 Punkten, im Mannschaftsmilitärgewehrschießen (300 Meter) 13. mit 209 Punkten und im Kombinationsschießen mit dem Militärgewehr mit der Mannschaft Siebter mit 553 Punkten sowie im Kleinkaliberschießen für Mannschaften 10. mit 1727 Punkten.

In den Einzelwettbewerben 1920 trat er an im Schießen mit dem freien Gewehr (Platz 10, 462 Punkte), mit dem geneigten Militärgewehr (Vierter, 59 Punkte – hier hätte Theofilakis durch ein Shoot-off sogar Olympiasieger werden könne, er verlor das Shoot-off jedoch mit 55 Punkten), und mit dem Kleinkaliber (Platzierung nicht bekannt).
Bei den Olympischen Spielen 1924 in Paris trat er mit der Mannschaft im freien Gewehr-Wettbewerb an. Die Mannschaft wurde Zwölfter mit 526 Punkten. Einzeln trat Theofilakis beim Schnellfeuern an, wo er mit 13 Treffern Platz 43 erreichte; beim Freien Gewehr, hier wurde er mit 78 Treffern 41.; und beim Kleinkaliber, wo er ebenfalls den 41. Platz erreichen konnte (bei 376 Punkten).